# Panelus brendelli
Panelus brendelli är en skalbaggsart som beskrevs av Ochi, Kon och Barclay 2009. Panelus brendelli ingår i släktet Panelus och familjen bladhorningar. Inga underarter finns listade i Catalogue of Life.